# Cyril Julian
Cyril Denis Maurice Julian (nacido el 29 de marzo de 1974 en Lacrouzette (Francia), es un exjugador profesional de baloncesto francés. Con 2.06 de estatura se desempeñaba en la posición de pívot.

## Trayectoria
- Castres. Categorías inferiores.
- 1992-1993: Castres
- 1993-1994:  Tarbes
- 1994-1998: SLUC Nancy
- 1998-2000:  Racing Paris SG
- 2000-2002: SLUC Nancy
- 2002-2004: EB Pau Orthez
- 2004-2005: CB Girona
- 2004-2005: Valencia Basket
- 2005-2009: SLUC Nancy

## Palmarés
Con la Selección Nacional
- Medalla de plata en los Juegos Olímpicos del 2000
- Medalla de bronce en el Eurobasket de 2005
- 1992 Campeonato de Europa Junior. Selección de Francia. Budapest. Medalla de Oro.
- 1995 Campeonato del Mundo Militar. Selección de Francia. Roma. Medalla de Bronce.

Clubes
- 2001-02 Copa Korac. SLUC Nancy. Campeón.
- 2002-03 Copa de Francia. EB Pau Orthez. Campeón.
- 2002-03 y 2003-04 LNB. FRA. EB Pau Orthez. Campeón.
- 2008 LNB. FRA. SLUC Nancy. Campeón.